# 小郷県
小郷県（しょうきょう-けん）は中華人民共和国山西省にかつて存在した県。現在の臨汾市翼城県西部に相当する。
南北朝時代、北魏により設置される。隋代になると598年（開皇18年）に汾東県と改称された。大業初年に廃止となり正平県に編入されたが、617年（義寧元年）に小郷県として再設置された。
唐朝が成立すると間もなく廃止されている。